# HBC Enviform Třinec
HBC Enviform Třinec (celým jménem Hockeyball Club Enviform Třinec) je český hokejbalový klub sídlící ve městě Třinec v Moravskoslezském kraji.
Mužský tým Třince hraje 1. ligu mužů (2. nejvyšší soutěž). Mezi největší úspěchy mužského týmu patří postup do finále Českého Poháru nebo 5. místo v extralize hokejbalu 2001/2002.
Ženský tým hraje od sezóny 2022/2023 Ligu žen (nejvyšší soutěž). Ve své historicky první sezóně v soutěži skončil tým na šestém místě.

## Ženský tým
| Sezóna    | Úroveň | Soutěž               | Umístění | Poznámka                                                          |
| --------- | ------ | -------------------- | -------- | ----------------------------------------------------------------- |
| 2022/2023 | 1      | Hokejbalová liga žen | 6.       | 6. místo po základní části, tým zvítězil na turnaji o 5. místo.   |
| 2023/2024 | 1      | Hokejbalová liga žen | 6.       | 6. místo po základní části, tým skončil 2. na turnaji o 5. místo. |